# 珀透斯
珀透斯（希腊语：Πετεως）希腊神话中的一个人物。
根据神话，珀透斯是俄耳纽斯的儿子，雅典国王厄瑞克透斯的孙子。他在国王潘狄翁（厄瑞克透斯的另一个孙子）死后夺取了雅典王位。后来潘狄翁的儿子埃勾斯返回雅典，推翻了珀透斯。珀透斯被迫逃往福喀斯，并在那里建立了斯提里斯城。荷马在《伊利亚特》中说，珀透斯是墨涅斯透斯（特洛伊战争中的英雄之一）的父亲。
在古代作家笔下，珀透斯有时被描写成半人半兽的怪物。
一些神话学者注意到了俄耳纽斯和珀透斯的名字中的一个有趣现象。俄耳纽斯（Ορνευς）的字面意思是“鸟”，因此有人猜测珀透斯（Πετεως）一词来自希腊语单词πετεενος，意为“会飞的，有翼的”。但没有什么证据支持这种联想。

## 资料来源
- 《神话辞典》，（苏联）M·H·鲍特文尼克等，统一书号：2017·304
- 《世界神话辞典》，辽宁人民出版社，ISBN 7-205-00960-X
- 《古希腊罗马神话鉴赏辞典》，吉林出版社，ISBN 7-206-04846-3
- 《古典神话人物词典》，外语教学与研究出版社，ISBN 978-7-5600-6218-1